# Waking Up in Vegas
"Waking Up in Vegas" (tạm dịch: "Thức dậy ở Vegas") là một bài hát của ca sĩ người Mỹ Katy Perry, được phát hành dưới dạng đĩa đơn thứ tư và cuối cùng trong album phòng thu thứ hai của cô, One of the Boys (2008). Perry đã viết bài hát với Desmond Child và Andreas Carlsson, và Greg Wells đã sản xuất nó, người cũng được ghi là đã sản xuất tất cả các giai điệu nhạc cụ trong bài hát. Nó được phát hành chính thức cho các đài phát thanh Hoa Kỳ vào 21 tháng 4 năm 2009. "Waking Up in Vegas" là một bản nhạc pop rock về một cặp vợ chồng chưa đủ tuổi say rượu và thổi tiền của họ ở Las Vegas, tỏ lòng tôn kính với câu "Chuyện gì xảy ra ở Vegas, ở lại Vegas".
Bài hát đã lọt vào top 10 ở tám quốc gia, bao gồm cả Hoa Kỳ, nơi nó đạt vị trí thứ chín và trở thành đĩa đơn thứ ba lọt top 10 của Perry. Nó cũng đạt một số trên bảng xếp hạng Billboard Mainstream Top 40 subchart và trên đài phát thanh Hungary. Video âm nhạc được đạo diễn bởi Joseph Kahn và nó có sự tham gia của Perry và nam diễn viên Joel David Moore trong bữa tiệc và đánh bạc ở Vegas. Perry đã trình diễn ca khúc trong Hello Katy Tour và California Dreams Tour của cô, và một đoạn nhạc đã được hát trong chương trình Witness: The Tour ở Las Vegas. Bài hát là một bản nhạc có thể chơi trong trò chơi video 2015 Guitar Hero Live.

## Danh sách bài hát
Đĩa đơn CD
1. "Waking Up in Vegas" - 3:22
2. "Waking Up in Vegas" (Calvin Harris Radio Edit) - 3:43
3. "Waking Up in Vegas" (Jason Nevins Electrotec Edit) - 3:23
4. "Waking Up in Vegas" (Manhattan Clique Radio Edit) - 3:50
5. "Waking Up in Vegas" (Instrumental) - 3:22

## Xếp hạng
| Bảng xếp hạng (2009)                  | Vị trí cao nhất |
| ------------------------------------- | --------------- |
| Úc (ARIA)                             | 11              |
| Áo (Ö3 Austria Top 40)                | 26              |
| Bỉ (Ultratip Flanders)                | 6               |
| Bỉ (Ultratip Wallonia)                | 4               |
| Canada (Canadian Hot 100)             | 2               |
| Châu Âu Hot 100 Singles (Billboard)   | 4               |
| Đức (GfK)                             | 33              |
| Hungary (Rádiós Top 40)               | 1               |
| Iceland (RÚV)                         | 17              |
| Ireland (IRMA)                        | 8               |
| Israel (Media Forest)                 | 19              |
| Hà Lan (Dutch Top 40)                 | 12              |
| Hà Lan (Single Top 100)               | 78              |
| New Zealand (Recorded Music NZ)       | 9               |
| Slovakia (Rádio Top 100)              | 10              |
| Thụy Điển (Sverigetopplistan)         | 32              |
| Thụy Sĩ (Schweizer Hitparade)         | 69              |
| Anh Quốc (OCC)                        | 19              |
| Hoa Kỳ Billboard Hot 100              | 9               |
| Hoa Kỳ Adult Contemporary (Billboard) | 26              |
| Hoa Kỳ Adult Pop Airplay (Billboard)  | 5               |
| Hoa Kỳ Dance Club Songs (Billboard)   | 1               |
| US Dance Singles Sales (Billboard)    | 8               |
| US Dance/Mix Show Airplay (Billboard) | 14              |
| US Hot Singles Sales (Billboard)      | 15              |
| Hoa Kỳ Pop Airplay (Billboard)        | 1               |
| Hoa Kỳ Rhythmic (Billboard)           | 33              |

| Bảng xếp hạng (2009)                 | Vị trí |
| ------------------------------------ | ------ |
| Australia (ARIA)                     | 67     |
| Canada (Canadian Hot 100)            | 28     |
| Hungary (Rádiós Top 40)              | 30     |
| Netherlands (Dutch Top 40)           | 76     |
| UK Singles (Official Charts Company) | 138    |
| US Billboard Hot 100                 | 36     |
| US Adult Top 40 (Billboard)          | 22     |
| US Dance Club Songs (Billboard)      | 2      |
| US Mainstream Top 40 (Billboard)     | 12     |

## Chứng nhận
| Quốc gia | Chứng nhận  | Số đơn vị/doanh số chứng nhận |
| --- | ----------- | ----------------------------- |
| Úc (ARIA) | Gold        | 35.000^                       |
| Brasil (Pro-Música Brasil) | Platinum    | 80,000*                       |
| Canada (Music Canada) | Platinum    | 40.000*                       |
| Anh Quốc (BPI) | Silver      | 200,000‡                      |
| Hoa Kỳ (RIAA) | 2× Platinum | 2,300,000                     |
| * Chứng nhận dựa theo doanh số tiêu thụ. ^ Chứng nhận dựa theo doanh số nhập hàng. ‡ Chứng nhận dựa theo doanh số tiêu thụ và phát trực tuyến. |             |                               |

## Lịch sử phát hành
| Quốc gia       | Ngày                     | Định dạng                               |
| -------------- | ------------------------ | --------------------------------------- |
| Toàn cầu       | Ngày 7 tháng 4 năm 2009  | Tải xuống kỹ thuật số - Chỉnh sửa radio |
| Hoa Kỳ         | Ngày 21 tháng 4 năm 2009 | Đài phát thanh hit đương đại            |
| Toàn cầu       | Ngày 2 tháng 6 năm 2009  | Bản phối kỹ thuật số EP                 |
| Vương quốc Anh | Ngày 8 tháng 6 năm 2009  | Đĩa đơn CD                              |
| Đức            | Ngày 19 tháng 6 năm 2009 | Đĩa đơn CD                              |